# Screen Gems
Screen Gems es una compañía subsidiaria de Sony Corporation, parte de Columbia TriStar Motion Picture, la cual pertenece a Sony Pictures Entertainment, subsidiaria del conglomerado multinacional Sony.
Surgió en 1933 como una compañía de animación. Entre 1948 y 1973 produjo series para televisión. En 1998 pasó a ser una productora de cine de diversos géneros.

## Producción de series de animación (1933-1949)
Desde aproximadamente 1925 Columbia distribuyó dibujos animados producidos por Charles Mintz. Entre 1929 y 1931 Columbia distribuyó los famosos dibujos animados de Mickey Mouse, de Walt Disney. Entre 1931 y 1941 Columbia distribuyó los dibujos animados de Scrappy.
En 1933, el estudio estableció su propio departamento de animación con el nombre de Screen Gems. El nombre proviene de un antiguo lema de Columia: "Gemas de la pantalla", que a su vez fue tomado de la canción "Columbia, the Gem of the Ocean". Este departamento fue dirigido por Charles Mintz entre 1934 y 1939.
En Screen Gems, Columbia continuó con los dibujos de Scrappy hasta 1941. En 1940 Screen Gems produjo un dibujo animado de Krazy Kat. En 1944 produjo cinco capítulos de dibujos animados de Li'l Abner.
Screen Gems también distribuyó las series de animación Color Rhapsodies, Fables, y Flippity y Flop.
Además, Screen Gems distribuyó las películas de animación How War Came (1941), The Great Cheese Mystery  (1941), The Dumbconscious Mind  (1942), The Vitamin G-Man  (1943) y He Can't Make It Stick  (1943).
En 1948, Columbia llegó a un acuerdo con United Productions of America para distribuir sus cortos de dibujos animados. Entre estos dibujos estaba El zorro y el cuervo. En 1949 la UPA empezó a producir Mr. Magoo y en 1950 Gerald McBoing-Boing, que fueron dos grandes éxitos. La UPA también produjo en esta época Magic Flute (1949), Man Alive! (1952) y The Tell Tale Heart (1953). En 1956 cambiaron su nombre a UPA Pictures Inc. En 1959 finalizó el contrato de distribución con Columbia, pero la UPA siguió produciendo dibujos animados para televisión en la década de 1960.

## Producción de series (1948-1974)

Logototipo de Screen Gems entre 1965 y 1974.

En 1946 Columbia dejó de producir dibujos animados con Screen Gems. En 1947 Ralph Cohn, sobrino de Harry Cohn, fundó Pioneer Telefilms en Nueva York, una productora para televisión. El 8 de noviembre de 1948 Columbia adquirió Pioneer Telefilms, reorganizó la compañía, le cambió el nombre por el de Screen Gems y empezó a producir para televisión. El nuevo estudio fue inaugurado el 15 de abril de 1949. Produjo, entre otras series, las siguientes: Papá lo sabe todo (Father Knows Best) emitida en las cadenas CBS (1954–1955, 1958–1960) y NBC (1955–1958); The Donna Reed Show emitida en ABC entre 1958 y 1966; The Partridge Family, emitida en la ABC entre 1970 y 1974; Bewitched, emitida por la ABC entre 1964 y 1972; Mi bella genio (I Dream of Jeannie), emitida por la NBC entre 1966 y 1968; y The Monkees, emitida por la NBC entre 1966 y 1968.
El 1 de julio de 1956, el veterano del estudio Irving Briskin renunció como director de escena de Columbia Pictures y formó su propia productora, Briskin Productions, Inc. para lanzar series a través de Screen Gems y supervisar todas sus producciones. En 1951 Jerome Hyams fundó Hygo Television Films, que en 1955 adquirió United Television Films, fundada por Archie Mayers. El 10 de diciembre de 1956, Screen Gems adquirió Hygo Television Films (también conocida como Serials Inc.) y su compañía asociada, United Television Films, Inc.
En 1957, después de que hubiera finalizado el contrato de Columbia para distribuir dibujos animados de UPA, Screen Gems comenzó a distribuir los dibujos animados de Hanna-Barbera Productions, entre los que estaban: Los Picapiedra (The Flintstones), Ruff and Reddy, The Huckleberry Hound Show, Oso Yogui (Yogi Bear), Jonny Quest y The Jetsons. Screen Gems distribuyó estos dibujos animados hasta 1966, cuando Hanna Barbera Productions fue vendida a Taft Broadcasting. Estos dibujos animados fueron pioneros en la conocida como animación limitada.
A principios de la década de 1960 Screen Gems a producir también discos de música. En 1966 Screem Gems y RCA Victor crearon una unión de empresas llamada Colgems, que existió hasta 1971.
En 1963 Screen Gems adquirió la emisora de radio Salt Lake City Broadcasting, del Estado de Utah. Posteriormente, esta se fusionó con la empresa subsidiaria de Columbia KCPX-AM-FM-TV, para crear Columbia Pictures Electronics Co., que tenía una emisora llamada Screen Gems Broadcasting of Utah, Inc.
En 1968, se creó Columbia Pictures Industries, Inc., con Screen Gems como subsidiaria.
El 6 de mayo de 1974, Screen Gems cambió su nombre por el de Columbia Pictures Television.

## Cadena de televisión (1999-2002)
En 1982 Coca-Cola compró la productora Columbia, que conservó el nombre y la subsidiaria Columbia Pictures Television. Time Inc., HBO y CBS crearon una unión de empresas con el nombre de Nova Pictures, que posteriormente cambió su nombre por Tri-Star Pictures. A mediados de la década de 1980, Coca-Cola reorganizó sus empresas de televisión para crear Coca-Cola Televisión. Fusionó entonces Columbia Pictures Television con Emmbassy Communications, creándose Columbia/Embassy Television, En 1987 Coca-Cola vendió Columbia a Tri-Star Pictures, Inc.. Columbia Pictures Industries, Inc. pasó a llamarse Columbia Pictures Entertainment, Inc.. En 1988 se creó Columbia Pictures Television. Columbia Pictures Entertainment, Inc. realizó una unión de empresas con Lexington Broadcast Services Company, con el nombre de Colex Enterprises, que distribuyó el almacén de producciones de Screen Gems hasta 1988.
En 1989, la empresa japonesa Sony compró Columbia Pictures Entertainment, que pasó a llamarse Sony Pictures Entertainment. En 1999 se creó la cadena de televisión Screen Gems Network, con programas antiguos, que dejó de emitir 2002.

## Estudio de cine (1998–actualidad)
En 1998 el Columbia TriStar Motion Picture Group de Sony creó el estudio de cine Screen Gems. Screen Gems se dedica a producir y comercializar películas que no tienen un presupuesto tan elevado como las de Columbia Pictures, pero que tienen más medios que las producciones de cine independiente de Sony Pictures Classics.

### Películas de Screen Gems

#### Década de 1990
| Fecha de lanzamiento | Título         | Presupuesto    | Total       |
| -------------------- | -------------- | -------------- | ----------- |
| 4 de junio de 1999   | Limbo          | $10 millones   | $2,160,710  |
| 9 de julio de 1999   | Arlington Road | $21.5 millones | $41,067,311 |

#### Década de los 2000
| Fecha de lanzamiento     | Título                                   | Presupuesto    | Total          |
| ------------------------ | ---------------------------------------- | -------------- | -------------- |
| 5 de abril de 2000       | Black and White                          |                | $5,277,299     |
| 28 de abril de 2000      | Timecode                                 | $4 millones    |                |
| 29 de septiembre de 2000 | Girlfight                                |                | $1,666,028     |
| 19 de enero de 2001      | Snatch                                   | $10 millones   | $83,557,872    |
| 23 de marzo de 2001      | The Brothers                             | $6 millones    | $27,958,191    |
| 27 de abril de 2001      | The Forsaken                             | $15 millones   | $7,288,451     |
| 24 de agosto de 2001     | Ghosts of Mars                           | $28 millones   | $14,010,832    |
| 7 de septiembre de 2001  | Two Can Play That Game                   | $13 millones   | $22,391,450    |
| 25 de enero de 2002      | The Mothman Prophecies                   | $42 millones   | $54,639,865    |
| 1 de febrero de 2002     | Slackers                                 | $14 millones   | $6,413,915     |
| 15 de marzo de 2002      | Resident Evil                            | $33 millones   | $102,441,078   |
| 11 de octubre de 2002    | Swept Away                               | $10 millones   | $598,645       |
| 18 de octubre de 2002    | The 51st State                           | $27 millones   | $14,439,698    |
| 15 de noviembre de 2002  | Half Past Dead                           | $25 millones   | $19,233,280    |
| 22 de agosto de 2003     | The Medallion                            | $41 millones   | $34,268,701    |
| 19 de septiembre de 2003 | Underworld                               | $22 millones   | $95,708,457    |
| 31 de octubre de 2003    | In the Cut                               | $12 millones   | $23,726,793    |
| 30 de enero de 2004      | You Got Served                           | $8 millones    | $48,631,561    |
| 14 de mayo de 2004       | Breakin' All the Rules                   | $10 millones   | $12,544,254    |
| 27 de agosto de 2004     | Anacondas: The Hunt for the Blood Orchid | $25 millones   | $70,992,898    |
| 10 de septiembre de 2004 | Resident Evil: Apocalypse                | $45 millones   | $129,394,835   |
| 4 de febrero de 2005     | Boogeyman                                | $20 millones   | $67,192,859    |
| 25 de marzo de 2005      | Steamboy                                 | $20 millones   | $18,900,000    |
| 26 de agosto de 2005     | The Cave                                 | $30 millones   | $33,296,457    |
| 9 de septiembre de 2005  | El exorcismo de Emily Rose               | $19 millones   | $140,238,064   |
| 7 de octubre de 2005     | The Gospel                               | $3.5 millones  | $15,778,152    |
| 6 de enero de 2006       | Hostel                                   | $4.8 millones  | $80.6 millones |
| 20 de enero de 2006      | Underworld: Evolution                    | $50 millones   | $111,340,801   |
| 3 de febrero de 2006     | When a Stranger Calls                    | $15 millones   | $66,966,987    |
| 3 de marzo de 2006       | Ultraviolet                              | $30 millones   | $31,070,211    |
| 8 de septiembre de 2006  | The Covenant                             | $20 millones   | $37,597,471    |
| 12 de enero de 2007      | Stomp the Yard                           | $13 millones   | $75,511,123    |
| 2 de febrero de 2007     | The Messengers                           | $16 millones   | $54,957,265    |
| 20 de abril de 2007      | Vacancy                                  | $19 millones   | $35,300,645    |
| 8 de junio de 2007       | Hostel: Part II                          | $10.2 millones | $35,619,521    |
| 21 de septiembre de 2007 | Resident Evil: Extinction                | $45 millones   | $147,717,833   |
| 21 de noviembre de 2007  | This Christmas                           | $13 millones   | $50,778,121    |
| 11 de enero de 2008      | First Sunday                             |                | $38,608,838    |
| 25 de enero de 2008      | Untraceable                              | $35 millones   | $52,431,162    |
| 11 de marzo de 2008      | Outpost                                  |                |                |
| 11 de abril de 2008      | Prom Night                               | $20 millones   | $57,197,876    |
| 3 de junio de 2008       | Wieners                                  |                |                |
| 19 de septiembre de 2008 | Lakeview Terrace                         | $20 millones   | $44,653,637    |
| 3 de octubre de 2008     | Nick & Norah's Infinite Playlist         |                |                |
| 10 de octubre de 2008    | Quarantine                               | $12 millones   | $41,319,906    |
| 9 de enero de 2009       | Not Easily Broken                        | $5 millones    | $10,708,890    |
| 23 de enero de 2009      | Underworld: Rise of the Lycans           | $35 millones   | $91,327,197    |
| 20 de febrero de 2009    | Fired Up                                 | $20 millones   | $18,598,852    |
| 24 de abril de 2009      | Obsessed                                 | $20 millones   | $73,830,340    |
| 16 de octubre de 2009    | The Stepfather                           | $20 millones   | $31,178,915    |
| 4 de diciembre de 2009   | Armored                                  | $20 millones   | $20,900,733    |

#### Década de 2010
| Release Date             | Título                                | Presupuesto    | Total        |
| ------------------------ | ------------------------------------- | -------------- | ------------ |
| 22 de enero de 2010      | Legion                                | $26 millones   | $67,918,658  |
| 5 de febrero de 2010     | Dear John                             | $25 millones   | $112,157,433 |
| 16 de abril de 2010      | Death at a Funeral                    | $21 millones   | $49,050,886  |
| 27 de agosto de 2010     | Takers                                | $32 millones   | $70,587,268  |
| 10 de septiembre de 2010 | Resident Evil: Afterlife              | $60 millones   | $300,228,084 |
| 17 de septiembre de 2010 | Easy A                                | $8 millones    | $74,952,305  |
| 24 de noviembre de 2010  | Burlesque                             | $55 millones   | $90,000,000  |
| 7 de enero de 2011       | Country Strong                        | $15 millones   | $20,529,194  |
| 4 de febrero de 2011     | The Roommate                          | $16 millones   | $40,424,438  |
| 13 de mayo de 2011       | Priest                                | $60 millones   | $78,309,131  |
| 22 de julio de 2011      | Friends with Benefits                 | $35 millones   | $149,542,245 |
| 29 de julio de 2011      | Attack the Block                      | $13 millones   | $5,824,175   |
| 16 de septiembre de 2011 | Straw Dogs                            | $25 millones   | $10,324,441  |
| 20 de enero de 2012      | Underworld: Awakening                 | $70 millones   | $130,856,741 |
| 10 de febrero de 2012    | The Vow                               | $30 millones   | $153,214,597 |
| 20 de abril de 2012      | Think Like a Man                      | $12 millones   | $96,070,507  |
| 24 de septiembre de 2012 | Resident Evil: Retribution            | $65 millones   | $240,159,255 |
| 21 de agosto de 2013     | The Mortal Instruments: City of Bones | $60 millones   | $75,965,567  |
| 20 de septiembre de 2013 | Battle of the Year                    | $20 millones   | $14,185,460  |
| 18 de octubre de 2013    | Carrie                                | $30 millones   | $82,394,288  |
| 14 de febrero de 2014    | About Last Night                      | $13 millones   | $49,002,684  |
| 20 de junio de 2014      | Think Like a Man Too                  | $24 millones   | $70,181,428  |
| 2 de julio de 2014       | Deliver Us from Evil                  | $30 millones   | $87,937,815  |
| 12 de septiembre de 2014 | No Good Deed                          | $13 millones   | $54,323,210  |
| 16 de enero de 2015      | The Wedding Ringer                    | $23 millones   | $79,799,880  |
| 11 de septiembre de 2015 | The Perfect Guy                       | $12 millones   | $60,185,587  |
| 5 de febrero de 2016     | Pride and Prejudice and Zombies       | $28 millones   | $16,374,328  |
| 26 de agosto de 2016     | Don't Breathe                         | $9.9 millones  | $89,985,571  |
| 9 de septiembre de 2016  | When the Bough Breaks                 | $10 millones   | $30,658,387  |
| 6 de enero de 2017       | Underworld: Blood Wars                | $35 millones   | $81,093,313  |
| 27 de enero de 2017      | Resident Evil: The Final Chapter      | $40 millones   | $312,242,626 |
| 31 de octubre de 2017    | Keep Watching                         | $5 millones    | $94,178      |
| 12 de enero de 2018      | Proud Mary                            | $14 millones   | $21,753,365  |
| 10 de agosto de 2018     | Slender Man                           | $10 millones   | $51,738,303  |
| 24 de agosto de 2018     | Searching                             |                |              |
| 30 de noviembre de 2018  | Cadáver                               | $9.5 millones  | $12,404,850  |
| 25 de abril de 2019      | The Intruder                          | $8 millones    | $40,597,401  |
| 24 de mayo de 2019       | Brightburn                            | $6–12 millones | $33,224,654  |
| 25 de octubre de 2019    | Black and Blue                        | $12 millones   | $22,730,144  |

#### Década de 2020
| Release Date            | Título                                 | Presupuesto     | Total        |
| ----------------------- | -------------------------------------- | --------------- | ------------ |
| 3 de enero de 2020      | The Grudge                             | $12–14 millones | $49,511,319  |
| 18 de diciembre de 2020 | Monster Hunter                         | $60 millones    | $47,853,893  |
| 2 de abril de 2021      | The Unholy                             | $10 millones    | $30,832,137  |
| 13 de agosto de 2021    | Don't Breathe 2                        | $15 millones    | $53,785,551  |
| 24 de noviembre de 2021 | Resident Evil: Welcome to Raccoon City | $25 millones    | $41,914,915  |
| 26 de agosto de 2022    | The Invitation                         | $10 millones    | $38,036,130  |
| 20 de enero de 2023     | Missing                                | $7 millones     | $48,767,848  |
| 14 de abril de 2023     | The Pope's Exorcist                    | $18 millones    | $76,987,621  |
| 5 de mayo de 2023       | Love Again                             | $9 millones     | $12,696,584  |
| 26 de mayo de 2023      | The Machine                            | $20 millones    | $10,664,328  |
| 7 de julio de 2023      | Insidious: The Red Door                | $16 millones    | $189,086,877 |
| 3 de mayo de 2024       | Tarot                                  | $8 millones     | $49,256,239  |
| 7 de febrero de 2025    | Heart Eyes                             | $18 millones    | $33,129,099  |
| 25 de abril de 2025     | Until Dawn                             | $15 millones    | $53,904,606  |
| 18 de julio de 2025     | I Know What You Did Last Summer        | $18 millones    | $63,132,000  |